# عقيدة (طب)

عقيدة

في الطب العُقَيْدة أو عُجَيْرَة العُقدة الصغيرة هي منطقة صلبة ومرتفعة في الجلد أو تحته التي تكون أكبر من 0.5 سنتيمتر. يمكن أن تتكون العقيدات في الأوتار والعضلات كاستجابة للإصابة. يمكن أن تتواجد العقيدات في الحبال الصوتية أيضا. العقيدات بشكل طبيعي تكون حميدة وغالبا غير مؤلمة مع أنها قد تؤثر على عمل العضو المُصاب.

## أنظر أيضا
- حليمة خلف الناب

## روابط خارجية
- قاعدة بيانات الأمراض (DDB): 29379

- 1020264468 في مفكرة المُمارِس العام